# Luci Salvi Otó
Luci Salvi Otó (en llatí Lucius Salvius Otho) va ser un magistrat romà fill de Marc Salvi Otó (Marcus Salvius Otó) i pare de l'emperador Otó.
Per la seva mare estava connectat a les més importants famílies romanes. Va gaudir del favor de l'emperador Tiberi, al que tenia una semblança extraordinària fins al punt que se sospitava que en realitat era fill seu. Va exercir les diverses magistratures i va ser cònsol sufecte l'any 33¡. Després va obtenir el càrrec de procònsol a Àfrica que va administrar amb diligència i energia.
L'any 42 el van enviar a Il·líria on l'exèrcit s'havia revoltat contra Claudi, i a l'arribada va fer executar uns quants soldats que havien matat als seus oficials, acusats d'instigar la revolta; alguns dels soldats havien estat recompensats per l'emperador pels seus serveis i això va provocar tensions amb Claudi que no era partidari d'una mesura tant radical. Però més tard va recuperar el favor de l'emperador quan va descobrir i avortar una conspiració dirigida per un cavaller romà.
El senat romà li va conferir l'honor extraordinari de tenir estàtua al Palatí, i Claudi li va conferir el rang de patrici, afegint que no desitjava millors fills que Otó.
Es va casar amb Àlbia Terencina amb la que va tenir dos fills i una filla. El gran dels fills, Luci, va portar el malnom de Titià o Ticià, i el segon fill, Marc, va ser més endavant l'emperador. La filla havia estat promesa de molt jove a Drus Cèsar, fill de Germànic Cèsar.